# Клюзнер, Лазарь Иосифович
Лазарь Иосифович Клюзнер (выступал также под псевдонимом Лавровский; 1872, Симферополь — 1918, Астрахань) — российский оперный певец и музыкальный педагог. Отец композитора Бориса Клюзнера.
Сын Иосифа-Бера Лейзеровича Клюзнера. Окончил Санкт-Петербургскую консерваторию (1900), ученик Антонио Котоньи и Станислава Габеля. Пел в Петербурге в опере Народного дома (1900—1902) и в театре «Аркадия» (1903), а также в Витебске, Минске, Тифлисе. С 1904 г. преподавал вокал в музыкальном училище в Астрахани. Среди учеников Николай Бравин.
Был застрелен на улице во время революционных беспорядков.
Супруга — Любовь Яковлевна Клюзнер (урожд. Гордель), художница. Сын — Борис Лазаревич Клюзнер (1909—1975), композитор.